# Leipziger Lehrerorchester
Das Leipziger Lehrerorchester ist ein Sinfonieorchester, welches von Laien getragen wird. Mit der Gründung im Jahre 1951 ist es das älteste Orchester seiner Art in Leipzig. Während die Gründungsgeneration ausschließlich Lehrer waren, wuchs das Orchester rasch auch durch Mitglieder aus anderen Berufsgruppen. Heute zeichnet sich das Leipziger Lehrerorchester durch eine große Vielfalt unterschiedlicher Berufsgruppen und Generationen aus, während „der Name Lehrerorchester […] aus Tradition beibehalten [wird].“ Seit 1986 ist Gerd-Eckehard Meißner der künstlerische Leiter.

## Geschichte
Das Leipziger Lehrerorchester wurde 1951 von Lehrern durch Karl Winkler gegründet, die ihrer Freude an klassischer Musik Ausdruck verleihen wollten. Gleichzeitig fühlten sie sich einem Bildungsauftrag verpflichtet: so trat das Orchester in den Dorfschulen des Leipziger Umlands auf und veranstaltete Schülerkonzerte, in denen die Kinder etwas über die verschiedenen Orchesterinstrumente lernen konnten. Ferner wirkte es bei verschiedenen gewerkschaftlichen Anlässen mit, da das Orchester als Gewerkschaftsorchester des Kreises Leipzig organisiert war. Nach der politischen Wende wurde das Leipziger Lehrerorchester als eingetragener Verein neu gegründet und konnte sich seinen Platz in der Leipziger Kulturszene erarbeiten und trägt zur Lebensqualität Leipzigs bei. Es ist seit den 1990er Jahren Mitgliedsorchester im BDLO e.V.

## Konzerttätigkeit
Das Leipziger Lehrerorchester führt jährlich zwei Sinfoniekonzerte auf, die sich durch die Zusammenarbeit mit namhaften Solisten oder Nachwuchskünstlern auszeichnen. Seit 2014 besteht eine Kooperation mit der Stiftung Bürger für Leipzig, die gemeinsam um Kartenspenden bitten, damit insbesondere Geflüchtete und Bedürftige die Konzerte des Leipziger Lehrerorchesters erleben können. Seit 1982 konzertiert das Orchester im Gewandhaus zu Leipzig.